# Пискун, Святослав Михайлович
Святосла́в Миха́йлович Писку́н (укр. Святослав Михайлович Піскун; род. 8 марта 1959, Бердичев Житомирской области, УССР, СССР) — украинский юрист, политик, генеральный прокурор Украины.
Единственный в истории страны, занимавший трижды должность генерального прокурора Украины (2002—2003, 2004—2005 и 2007). Генерал-лейтенант налоговой милиции. Государственный советник юстиции 1 класса.

## Профессиональная деятельность
«Я всегда говорю: дело не только в здоровье и деньгах, но и в удаче. Если удача есть — будет счастье» (Святослав Пискун).
Окончил Львовский государственный университет имени И. Франко, юридический факультет (1983). С 1984 года — в органах прокуратуры Союза ССР, с 1997 года — в Государственной налоговой администрации Украины (ГНАУ). Работал начальником Следственного управления налоговой милиции, заместителем начальника налоговой милиции Украины, с мая 2002 года — заместителем председателя, начальником Следственного управления налоговой милиции ГНАУ.
Святослав Пискун был назначен на должность Генерального прокурора Украины 6 июля 2002 года. Спустя чуть более года, 29 октября 2003 года, президент Кучма уволил его с должности Генерального прокурора.
В феврале 2004 года ему предложили должность заместителя Секретаря Совета национальной безопасности и обороны Украины.
Сразу после увольнения Пискун заявил, что считает своё увольнение незаконным, так как это было сделано в противоречии с Конституцией Украины без согласия Верховного Совета Украины, но никаких шагов предпринимать не стал. Однако через год после ухода он оспорил свою отставку в суде и добился решения о восстановлении на работе (решением Печерского райсуда Киева) в декабре 2004 года, в разгар политического кризиса на Украине.
Судебное решение оказалось как нельзя кстати — президент Украины Леонид Кучма только что дал обещание оппозиции уволить генпрокурора Геннадия Васильева, давнего соратника Виктора Януковича, в качестве одной из мер, в обмен на которые оппозиция согласилась поддержать политическую реформу.
После прихода к власти Виктора Ющенко Святослав Пискун как Генеральный прокурор, поддерживающий Оранжевую революцию, стал единственным руководителем силовых ведомств, не отправленным новым руководством в отставку. Он пообещал Виктору Ющенко и Верховному Совету Украины завершить расследование дела об убийстве Георгия Гонгадзе, получившее своё начальное расследование в 2003 году при его работе в должности Генпрокурора.
Юлия Тимошенко также поручила Генеральной прокуратуре в кратчайшие сроки изучить вопрос о законности приватизации, проводившейся на Украине. В результате действий Генеральной прокуратуры в 2005 году была произведена уникальная реприватизация Криворожстали, в результате чего предприятие было возвращено государству и продано на открытом аукционе за 24 млрд 200 млн грн (ранее Криворожсталь была продана Виктору Пинчуку и Ринату Ахметову за 4 млрд 260 млн грн).
14 октября 2005 года Виктор Ющенко в результате внегласных договоренностей (так называемый договор «национального единства», а на самом деле это был договор между Виктором Ющенко и Виктором Януковичем о перераспределении власти) подписал указ об отставке Пискуна с должности генпрокурора без согласия Верховного Совета Украины, что является грубым нарушением Конституции Украины. Сразу после этого Пискун оспорил своё увольнение в суде. На короткое время, по сообщениям прессы, Пискун скрывался за границей. Он утверждал, что на Украине его жизни угрожает опасность.
В 2007 году Президент Украины Виктор Ющенко восстановил депутата Верховной Рады Святослава Пискуна в должности Генерального прокурора страны. Ющенко, подписывая указ о назначении Пискуна, отметил, что он «выполняет решение Шевченковского районного суда относительно этого вопроса».
24 мая 2007 года Пискун был уволен Виктором Ющенко. Основанием для этого послужило совмещение господином Пискуном должностей Генпрокурора и народного депутата.
В ноябре 2010 года, в связи с истечением срока полномочий тогдашнего генпрокурора, назывался в числе трёх возможных кандидатов на эту должность, однако назначен был Виктор Пшонка.
В 2012 году голосовал за скандальный Закон Украины «Об основах государственной языковой политики» — неофициально известный как «Закон Кивалова-Колесниченко», который позже Конституционный Суд признал утратившим силу неконституционным.
27 мая 2016 года делегатами VIII съезда был единогласно избран председателем Союза юристов Украины — самого большого общественного объединения юристов страны, насчитывающего в своих рядах более 35 тысяч юристов Украины (судей, прокуроров, адвокатов, нотариусов, юрисконсультов). Отделения Союза действуют во всех регионах Украины.
31 июля 2020 года в прессе появилось сообщение, что генпрокурор Украины Ирина Венедиктова назначила Святослава Пискуна своим советником, учитывая его опыт и эффективность.

## Политическая деятельность
На выборах в Верховную Раду Украины в 2006 году был зарегистрирован по списку Партии Регионов под № 96 (информация досье (недоступная ссылка) сайта «УкрИнформБюро» Архивная копия от 4 октября 2006 на Wayback Machine по состоянию на 01.02.2006 г.). Тарас Чорновил объяснял это тем, что Партия регионов предоставила Пискуну политическое убежище. С марта 2006 года — депутат Верховной Рады, член фракции Партии Регионов.
С марта 2007 года является депутатом Верховной Рады Украины, избранным по списку Партии регионов.
В марте 2010 года оказался единственным членом фракции Партии регионов, не голосовавшим за отставку Кабинета Министров Юлии Тимошенко. После этого он вышел из фракции.
На выборах-2012 баллотировался по одному из округов в Житомирской области.
Во время аннексии Крыма Россией в марте 2014 года призывал к развязыванию там вооружённого конфликта украинцами: «Единственный выход для Украины — это танки. Нужно открыто идти танками». Призывал в срочном порядке перебросить специальные подразделения Национальной гвардии, Альфы и Беркут из Львовской, Тернопольской, Житомирской, Волынской и Ровенской областей в Крым для восстановления конституционных прав граждан Крыма и при этом даже использовать танки.
3 октября 2014 года Высший административный суд Украины обязал Центризбирком зарегистрировать Святослава Пискуна кандидатом в народные депутаты на внеочередных парламентских выборах от партии Сергея Тигипко «Сильная Украина». В связи с тем, что партия Сергея Тигипко «Сильная Украина» не прошла в парламент, отношения с ней были прекращены.

## Высказывания
- «Я очень строг и принципиален к преступникам, особенно совершившим преступления во второй, третий и больше раз. Первый раз можно оступиться, а вот уже следующие разы — значит, человек неисправим»[13].
- «Взыскать с России средства за ренту украинской земли, основанной Юрием Долгоруким, киевским князем, который основал Московию, и они теперь используют наш Новгород и наши земли… Посчитать за 300 лет, взыскать — и взять их в рабство, если они не смогут заплатить» — телеканал NewsOne, 15 марта 2019 года[14]  (в ответ на предложение председателя Государственной Думы РФ Володина В.В. "заплатить за аннексию Крыма"[15])
- Среди увлечений Пискуна отмечают собирательство икон, чем он занимается с двадцати лет, на 2008 год он собрал в своей коллекции более пятидесяти икон. «Самое главное для меня — сколько души вложено в лики Иисуса Христа, Божьей Матери и другие библейские образы», — отмечал Пискун[16].

## Регалии
Заслуженный юрист Украины (1998). Действительный член Всемирной ассоциации юристов (с 1998 года), член Антикризисного центра (ноябрь 2002 — ноябрь 2003), член Высшего совета юстиции (июль 2002 года — октябрь 2005 года), заместитель председателя Союза юристов Украины (с 1999 года), вице-президент Международного фонда юристов Украины (с 1999 года). Генерал-лейтенант налоговой милиции (2000). Награждён Орденом Дмитрия Солунского IV степени (1998), Орденом «Рождества Христова» II степени (2000).
Председатель Союза юристов Украины (с 2016 года).

## Семья
- Отец: Михаил Семенович (1926—1998), учитель
- Мать: Татьяна Леонидовна (1923—1993), врач
- Брат: Анатолий Михайлович (1943—1991)
- Супруга: Светлана Севастьяновна (род. 1962), юрист, занимается предпринимательской деятельностью
- Дочь: Татьяна Иващенко (род. 1983)
- Сын: Святослав (род. 2000)

Как отмечают, сам Пискун юридически не связан с каким-либо бизнесом. Чаще всего среди зарегистрированных лиц компаний фигурируют его жена Светлана, дочь Татьяна, а также родственники по линии супруги и зятя. Жена Пискуна в июле 2014 года получила 7 земельных участков по 0,99 гектара по договору дарения в селе Дмитровка Киево-Святошинского района. Кто сделал такой роскошный подарок Светлане Пискун — в официальных актах на землю указано не было.
Бизнес родственников:
- Супруга: Светлана Севастьяновна — ООО «Киев-инком», ООО «Диктатор», ООО «Корса», ООО «Примула», ОО «ТД Хмельницкая кондитерская фабрика», ООО «Дон Бриони».